# Boris Koretsky
Boris Koretsky est un fleurettiste soviétique né le 1er janvier 1961 à Bakou.

## Carrière
Boris Koretsky participe à l'épreuve de fleuret par équipe lors des Jeux olympiques d'été de 1988 à Séoul et remporte avec ses partenaires soviétiques Vladimer Aptsiauri, Anvar Ibraguimov, Ilgar Mamedov et Aleksandr Romankov la médaille d'or. Il se classe seizième de l'épreuve individuelle de fleuret.